# Азорско-гибралтарский трансформный разлом
Трансформный разлом Азорские острова-Гибралтар (AGFZ), также называемый зоной разлома и зоной трещины, является крупной сейсмической зоной в восточной части Атлантического океана между Азорскими островами и Гибралтарским проливом. Он является результатом сложного взаимодействия Африканской, Евразийской и Иберийской плит. AGFZ вызвала эти землетрясения большой магнитуды и, как следствие, ряд крупных цунами: Лиссабон 1755 года, Лиссабон 1761 года, Североатлантический 1816 года, землетрясение в разломе Глория 1941 года, Подкова 1969 года и 1975 года.

## Геологическая обстановка
Образуя атлантический сегмент границы между Африканской и Евразийской плитами, AGFZ в значительной степени находится под влиянием сил сжатия между этими сходящимися (от 3,8 до 5,6 мм/год (от 0,15 до 0,22 дюйма/год)) плитами, но она подвержена динамическому тектоническому режиму, который также включает растяжение и трансформное разломообразование. Океаническая литосфера в этом районе напрямую связана с открытием северной части Атлантического океана и является одной из старейших сохранившихся на Земле.
Западный конец AGFZ, тройное соединение Азорских островов на Срединно-Атлантическом хребте (MAR), является местом встречи Североамериканской, Африканской и Евразийской плит. Спрединг в MAR происходит быстрее к югу от AGFZ, чем к северу от неё, что приводит к транскурсионному движению вдоль AGFZ со скоростью около 4 мм/год (0,16 дюйма/год). Восточный сегмент разлома сложен и характеризуется серией подводных гор и хребтов, разделяющих абиссальные равнины Торес и Подкова. Активная компрессионная деформация в этом сегменте является чрезвычайно редким примером сжатия между двумя океаническими литосферами.

## Тектоника плит
Атлантический океан окружен пассивными окраинами, за исключением трех зон субдукции: Малой Антильской дуги в Карибском море, дуги Скотия в Южной Атлантике и Гибралтарской дуги в западном Средиземноморье. Гибралтарская дуга распространяется на запад в Атлантику по падающей на восток океанической плите (один из остатков океана Тетис). Эта система субдукционного/задугового бассейна развивается перед блоком Альборан (под морем Альборан) со скоростью, превышающей скорость конвергенции Африки и Иберии. Следовательно, эта область представляет собой редкий случай медленной трансформации пассивной окраины в активную окраину. Расширение этой системы субдукции, известной как «аллохтонная единица залива Кадис» (AUGC), отмечает продолжающееся распространение пояса Альп в Атлантику вдоль AGFZ. В контексте цикла Вильсона это говорит о том, что начало закрытия Атлантики происходит перед тремя зонами субдукции Атлантики.